# Město (Moravská Třebová)
Město je část města Moravská Třebová v okrese Svitavy. Prochází zde silnice II/368. V roce 2009 zde bylo evidováno 205 adres. V roce 2001 zde trvale žilo 1168 obyvatel.
Město leží v katastrálním území Moravská Třebová o výměře 15,08 km2.